# Saint-Martial (Cantal)
Saint-Martial è un comune francese di 71 abitanti situato nel dipartimento del Cantal nella regione dell'Alvernia-Rodano-Alpi.

## Società

### Evoluzione demografica
Abitanti censiti